# Toranosuke Takagi
Toranosuke Takagi, tudi Tora Takagi (japonsko 高木 虎之介), upokojeni japonski dirkač, * 12. februar 1974, Shizuoka, Japonska.
Toranosuke Takagi je upokojeni japonski dirkač Formule 1. Debitiral je v sezoni 1998, ko je kot najboljša rezultata sezone dosegel deveti mesti na Velikih nagradah Velike Britanije in Italije. Najboljši rezultat kariere je dosegel na prvi dirki sezone 1999 za Veliko nagrado Avstralije, ko je s sedmim mestom le za mesto zgrešil uvrstitev med dobitnike točk. V drugi polovici sezone je zabeležil kar osem zaporednih odstopov, po koncu sezone 1999 pa ni nikoli več dirkal v Formuli 1.
V sezoni 2000 je bil prvak japonskega prvenstva Formula Nippon, kjer je na desetih dirkah dosegel osem zmag.
Med letoma 2001 in 2004 je dirkal v severnoameriških prvenstvih formul. V sezonah 2001 in 2002 je nastopal pri moštvu Walker Racing v prvenstvu CART. Na 39 dirkah se mu je uspelo dvakrat uvrstiti na četrto mesto. V sezoni 2003 je prestopil v prvenstvo IndyCar Series, kjer je dve sezoni dirkal pri moštvu Mo Nunn Racing. Nastopil je na 32 dirkah in dosegel najboljši rezultat, ko se je na peti dirki sezone 2003 v Teksasu uvrstil na tretje mesto. Istega leta je znamenito dirko Indianapolis 500 končal na petem mestu. V vseh štirih sezonah v Severni Ameriki je vozil dirkalnike, ki so jih poganjali Toyotini motorji.

## Popoln pregled rezultatov Formule 1
(legenda) (odebeljene dirke pomenijo najboljši štartni položaj, poševne pa najhitrejši krog, †-uvrščen kljub odstopu)
| Leto | Moštvo                | Šasija      | Motor      | 1       | 2       | 3       | 4       | 5      | 6       | 7       | 8       | 9       | 10      | 11      | 12      | 13      | 14     | 15      | 16      | Prv | Toč |
| ---- | --------------------- | ----------- | ---------- | ------- | ------- | ------- | ------- | ------ | ------- | ------- | ------- | ------- | ------- | ------- | ------- | ------- | ------ | ------- | ------- | --- | --- |
| 1998 | PIAA Tyrrell Ford     | Tyrrell 026 | Ford V10   | AVS Ret | BRA Ret | ARG 12  | SMR Ret | ŠPA 13 | MON 11  | KAN Ret | FRA Ret | VB 9    | AVT Ret | NEM 13  | MAD 14  | BEL Ret | ITA 9  | LUK 16  | JAP Ret | NC  | 0   |
| 1999 | Repsol Arrows F1 Team | Arrows A20  | Arrows V10 | AVS 7   | BRA 8   | SMR Ret | MON Ret | ŠPA 12 | KAN Ret | FRA DSQ | VB 16   | AVT Ret | NEM Ret | MAD Ret | BEL Ret | ITA Ret | EU Ret | MAL Ret | JAP Ret | NC  | 0   |